# 989
989 (CMLXXXIX) var ett normalår som började en tisdag i den julianska kalendern.

## Händelser

### Okänt datum
- Den ryske fursten Vladimir den helige övergår till den grekiska kyrkan.

## Födda
- Harald II, kung av Danmark 1014–1018.
- Edmund Järnsida, kung av England 1016 (född omkring detta år).

## Avlidna
- Glúniairn, kung av Dublin.
- Kiurike I, kungariket Loris förste kung.